# Oberösterreichischer Landesverlag
Die Unternehmensgruppe Oberösterreichischer Landesverlag (Eigenschreibweise: Oberösterreichischer LANDESVERLAG) war ein Medienkonzern mit Sitz in Linz. Er umfasste 19 Buch- und Papierhandlungen, mehrere eigene Druckereien und Buchverlage sowie eine Beteiligung beim Radiosender Life Radio. Bekanntestes Medienprodukt aus dem Verlagshaus war die Oberösterreichische Rundschau. Anfang der 1990er Jahre arbeiteten etwa 1000 Mitarbeiter für die Firmengruppe. 2003 war der OÖ. Landesverlag noch immer unter den 10 größten Medienhäusern Österreichs geführt. Zwischen 1996 und 2008 erfolgte in mehreren Etappen der vollständige Verkauf aller Konzernteile.

## Geschichte von 1615 bis 1995

### 380 Jahre Wirtschaftsgeschichte
Der Landesverlag führte seine Herkunft auf die erste Druckerei in der oberösterreichischen Landeshauptstadt Linz zurück. Für diese Druckerei erhielt Johann Planck am 7. Februar 1615 den zustimmenden Bescheid der Landstände des Erzherzogtums Österreich ob der Enns. Sein wichtigster Gönner war Johannes Kepler, welcher seit 1612 in Linz weilte und sich schon länger bemüht hatte, einen Druckermeister zur Ansiedlung in Linz zu bewegen. Kepler war es ein Anliegen, dass seine Ideen vor Ort erscheinen. So wurde unter anderem die Nova Stereometria bei Planck gedruckt, des Weiteren auch Werke von Hieronymus Megiser. Gleichzeitig erhielt Planck das Recht, im oberösterreichischen Landhaus eine Buchhandlung einzurichten.
Seine drei unmittelbaren Nachfolger, Voytlender, Paltauf und Kürner, waren eher mäßig erfolgreich. Als Kürner im Jänner 1641 verstarb, hinterließ er praktisch keine Vermögenswerte und seine Witwe, die für sechs Kinder zu sorgen hatte, musste mit der Landschafts-Buchdruckerei zu Linz praktisch von Null beginnen. 1671 heiratete eines der Familienmitglieder, Maria Kürner, den sehr geschäftstüchtigen Buchdrucker Caspar Freyschmied. Ab 1709 wechselte das Unternehmen noch sechsmal den Eigentümer, bis es schließlich am 1. Jänner 1872 vom Katholischen Pressverein gekauft wurde. Die Kette der Erbfolgen und Eigentumsübertragungen im Laufe von rund 350 Jahren, vom Drucker Planck bis zum Landesverlag, ist vollständig geschlossen und mehrfach dokumentiert.

### Katholischer Pressverein und Oberösterreichischer Landesverlag

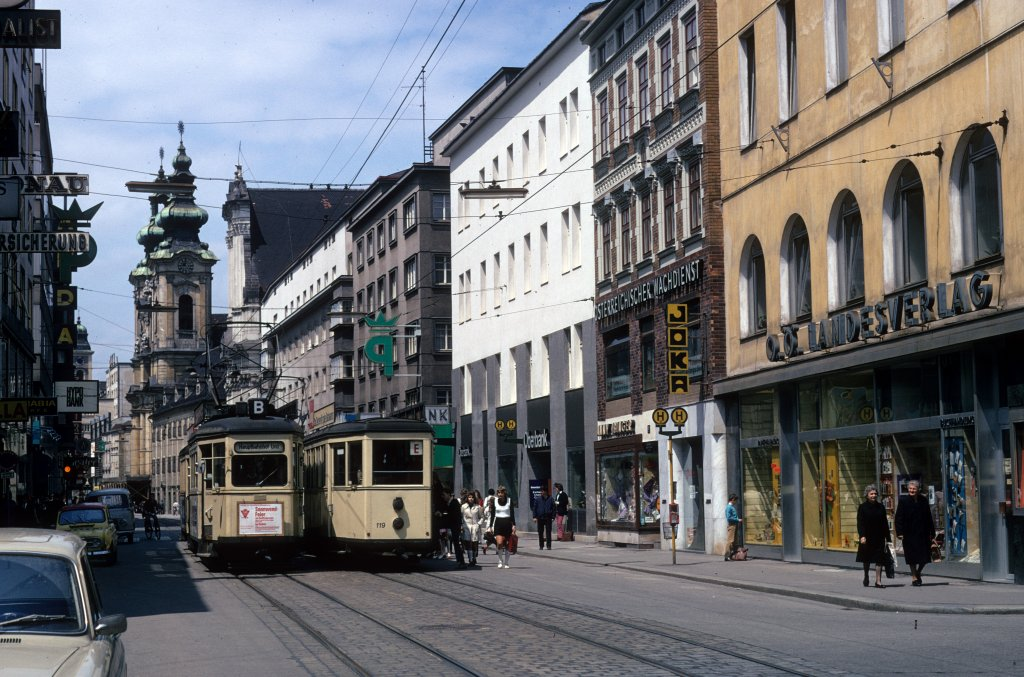
Der OÖ. Landesverlag in der Linzer Landstraße, um 1970 (heute Thalia)

Mit dem Kauf der Druckerei Huemers Witwe und Danner in der (heutigen) Rathausgasse (Johannes Kepler Wohnhaus) übernahm der Katholische Pressverein 1872 auch das seit 1869 bestehende Linzer Volksblatt, eine oberösterreichische Tageszeitung, die unter dem Namen Oberösterreichisches Volksblatt bis Ende 2024 erschien. Der Betrieb umfasste damals 26 Personen und 2 Schnellpressen aus dem Jahr 1848. Im Jahr 1888 eröffnete der Pressverein eine Filiale in Wels, gefolgt von Zweigstellen in Ried im Innkreis (1892), Rohrbach (1893), Urfahr (1894) und Grieskirchen (1920). Die meisten Filialen besaßen neben der Druckerei auch eine Buchhandlung. 1902 erwarb man in der Linzer Landstraße das neben der evangelischen Kirche gelegene Gebäude Nr. 41 und richtete dort eine Buchhandlung ein. 1932 und 1933 kam es zur Übernahme der Innviertler Zeitung und der Mühlviertler Zeitung, dadurch stieg die Anzahl der Beschäftigten auf 243 Arbeiter und Angestellte.
Am 13. März 1938 wurden in Folge des Anschlusses Österreichs an das Dritte Reich die katholischen Pressvereinsanstalten von NS-Organisationen besetzt und im Juli 1938 ein erzwungener Kaufvertrag zwischen der Diözese und dem NS-Unternehmen Gauverlag und Druckerei Oberdonau errichtet. Beim Gauverlag war auch August Eigruber Gesellschafter. Während des Krieges kam es zur schrittweisen Stilllegung der Buchhandlungen, die Immobilien in Linz und Wels erhielten 1944 und 1945 schwere Bombentreffer.
Die amerikanische Militärbehörde setzte im Mai 1945 einen kommissarischen Verwalter für das Unternehmen ein, der Name wurde mit Oberösterreichischer Landesverlag festgelegt. Das Linzer Volksblatt erschien ab Oktober 1945 wieder im Landesverlag. 1947 wurde der Pressverein der Diözese zum Verwalter bestellt, die offizielle Rückstellung des Landesverlags an den Verein erfolgt per 29. März 1950. Ab 1953 wurde für etwa ein Jahr die Tageszeitung Oberösterreichische Nachrichten in der Landesverlag-Druckerei hergestellt. Mit Wirkung vom 1. Jänner 1971 erfolgte die Übertragung der Eigentums-, Verlags- und Herausgeberrechte am Linzer Volksblatt an die ÖVP Oberösterreich.
Das Organigramm vom 1. September 1972 zeigte für den Oberösterreichischen Landesverlag folgendes Bild:
Eigentümer war zu dieser Zeit noch immer zu 100 % der Katholische Pressverein der Diözese Linz. Der Landesverlag zählte 6 Standorte. In Linz betrieb man die Sparten Druckerei, Buchhandlung, Papierhandlung, Buchverlag, Zeitschriftenverlag, Artina-Verlag (Bild-, Tisch- und Vormerkkalender). Die Standorte Wels, Ried, Rohrbach, Grieskirchen und Schwanenstadt unterhielten jeweils eine Druckerei, Buchhandlung und Papierhandlung.
Die Oberösterreichische Rundschau bestand aus den vier Regionalausgaben: Mühlviertler Nachrichten, Rieder Volkszeitung, Vöcklabrucker Wochenspiegel und Welser Zeitung. Der Personalstand im Landesverlag lag 1972 bei 333 Arbeitern, 210 Angestellten und 74 Lehrlingen, gesamt somit 617 Personen.
Im Laufe der nachfolgenden Jahrzehnte expandierte der Landesverlag mit eigenen Druckereien und Buchhandlungen sowie mit der Oberösterreichischen Rundschau. 1982 wurden Verlag und Buchhandlung Veritas in Linz übernommen. Die Eigentümer der Landesverlag Holding GmbH waren zu diesem Zeitpunkt: Diözese Linz 51 %, Raiffeisenlandesbank Oberösterreich 38 %, Katholischer Pressverein 8 % und Neues Volksblatt 3 %.
Die seit 1902 in der Linzer Landstraße betriebenen Buchhandlung wurde 1991 umgebaut und als Medienhaus Amadeus neu eröffnet. Mit mehr als 4000 m² Verkaufsfläche auf fünf Etagen schuf der Landesverlag eine der größten Buchhandlungen in Österreich. Im Jahr 1991 verkaufte die Diözese Linz ihren Anteil am Konzern an die Eigentümergesellschaft der Passauer Neue Presse (Dr. Hans Kapfinger GmbH). Die Anteile der Minderheitsgesellschafter blieben zunächst unverändert.

### Der Landesverlag in der österreichischen Medienlandschaft
In der Linzer Wirtschaftschronik von 1990 veröffentlichte die Landesverlag Unternehmensgruppe folgende Wirtschaftsdaten:
- 19 Buch- und Papierfachgeschäfte, davon 18 Landesverlag-Buchhandlungen und eine Veritas-Buchhandlung
- 7 Druckereibetriebe (unter anderem in Linz, Wels, Ried im Innkreis, Rohrbach und Schwanenstadt)
- 4 Buchverlage (Oberösterreichischer Landesverlag, Veritas-Verlag, Salzburger Jugend-Verlag, Ehrenwirt)
- Tochtergesellschaft Wertpräsent für Bürobedarf, Werbegeschenke und Logistik
- Tochtergesellschaft Com Shop&System für Computerliteratur, Zubehör und Schulungen
- Die Oberösterreichische Rundschau mit damals 7 wöchentlichen Regionalausgaben, der Mühlviertler, Linzer, Rieder, Braunauer, Vöcklabrucker, Welser und Kremstaler Rundschau mit mehr als 600.000 Lesern. Die Steyrer Zeitung und die Salzkammergut Zeitung waren zu diesem Zeitpunkt noch Kooperationspartner, die rechtliche Übernahme und Eingliederung in die Rundschau erfolgte dann 1991 bzw. 2000.
- Etwa 1.000 Mitarbeiter
- Mehr als eine Milliarde Schilling Umsatz (etwa 72,7 Millionen Euro).[1]

In den 1990er Jahren war der Landesverlag der zweitgrößte Buchhändler im gesamten österreichischen Bundesgebiet.
In den nachfolgenden Jahren wurden weitere bisher regionale selbständige Zeitungen aufgekauft, und damit die Anzahl der Regionalausgaben der Oberösterreichischen Rundschau von 7 auf 11 gesteigert. Für das Bilanzjahr 1994 wurde daher auch ein deutlich höherer Konzernumsatz von 2,02 Milliarden Schilling (etwa 145,4 Millionen Euro) ausgewiesen.
Die Tochtergesellschaft Veritas Verlag war zu dieser Zeit der zweitgrößte Schulbuchverlag Österreichs. Die Veritas Buchhandlung setzte ihre Schwerpunkte in den Bereichen Theologie und Pädagogik. Der Landesverlag Buchverlag produzierte vor allem Freizeitführer, Bildbände und Sachbücher.

### Buch-, Zeitungs- und Zeitschriftenverlag

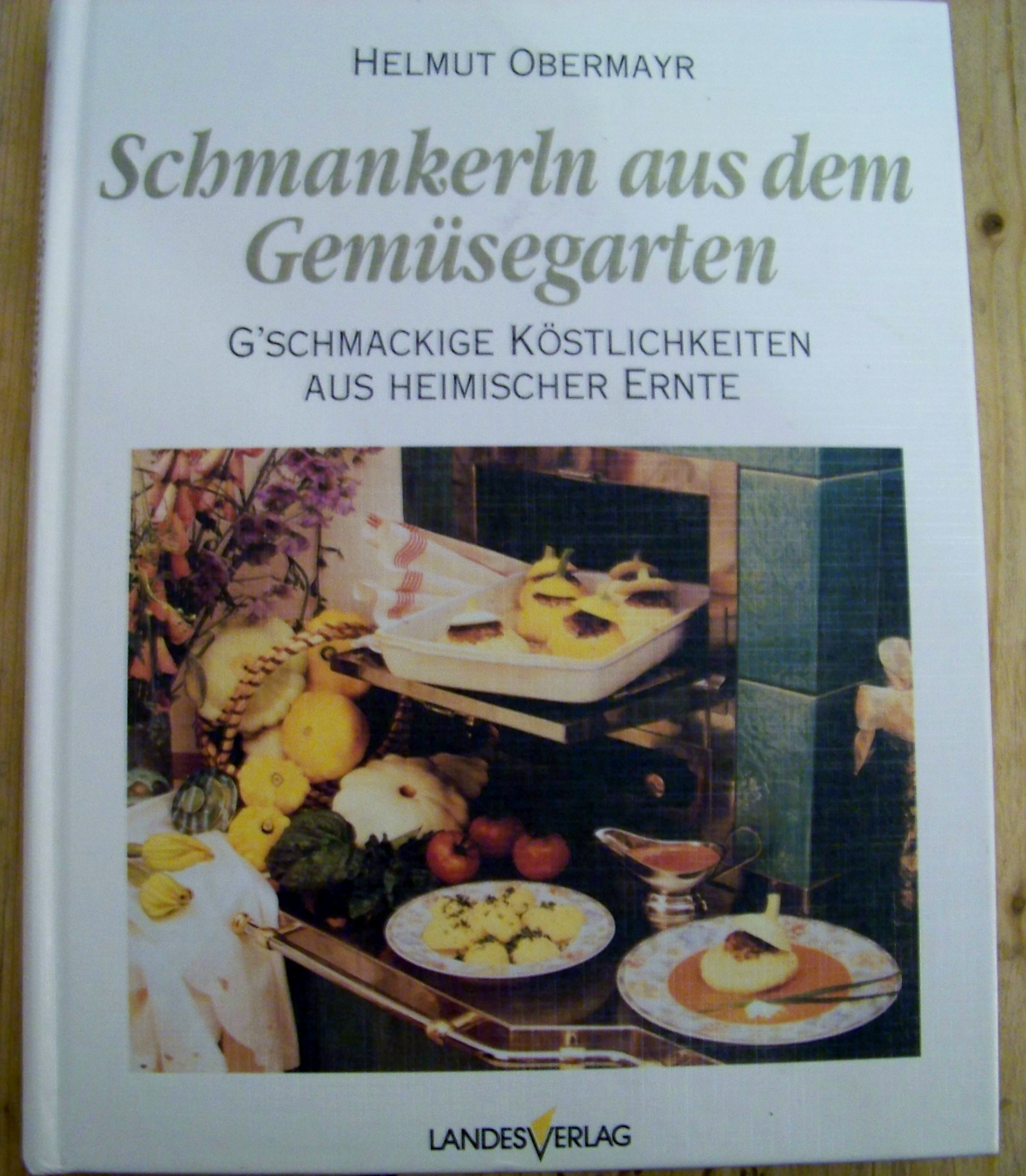
Ein Kochbuch aus den 1990ern. Das gelb hinterlegte „V“ in „Landesverlag“ war ein Erkennungszeichen des Unternehmens

Der Buchverlag im Oberösterreichischen Landesverlag brachte jährlich etwa 10 bis 15 Titel auf den österreichischen Buchmarkt. Der Schwerpunkt lag bei oberösterreichischen Themen. Zu einigen Themen wurden auch mehrbändige Buchserien erstellt, so etwa in Kooperation mit dem ORF die Radio Oberösterreich-Kochbücher. Im Landesverlag publizierende Autoren waren u. a.: Hanna Maria Drack, Max Kislinger, Herbert Lange, Franz C. Lipp, Helmut Obermayr, Franz Pfeffer, Anneliese Ratzenböck, Harry Slapnicka, Rudolf Weilhartner, Kurt Wimmer und Julius Zerzer. Einige der vom Landesverlag betreuten Schriftsteller wurden mit dem Kulturpreis des Landes Oberösterreich ausgezeichnet.
Als Zeitungsverlag sowie als Zeitschriftenverleger produzierte der Landesverlag folgende Medien:
- Die Oberösterreichische Rundschau mit ihren Regionalausgaben.
- Die Mühlviertler Heimatblätter der Mühlviertler Künstlergilde waren das publizistische Sprachrohr der Gildenmitglieder.
- Die Theologisch-praktische Quartalschrift (ThPQ) der Philosophisch-theologischen Hochschule Linz. Deren Erstausgabe erschien im Jahr 1852. Ab 1994 wurde die Zeitschrift beim Verlag Friedrich Pustet hergestellt.
- Die Oberösterreichische Gemeindezeitung ist die offizielle Monatszeitschrift des Oberösterreichischen Gemeindebundes und behandelt Fragen, für Gemeindefunktionäre und Gemeindebeamte interessante Fragen. Sie erscheint nunmehr im Verlag Moserbauer.
- Die Kulturzeitschrift Oberösterreich behandelt in einem Sommer- und einem Winterheft je ein Thema der Regionalgeschichte Oberösterreichs.
- Kunst und Kirche ist eine ökumenische Zeitschrift für Architektur und Kunst, die aus einer katholischen und einer evangelischen Zeitschrift hervorging.
- Die Schriftenreihe des Oberösterreichischen Volksbildungswerkes.
- Die Schriftenreihe des Oberösterreichischen Musealvereines.
- Die Schriftenreihe des Adalbert-Stifter-Instituts des Landes Oberösterreich.[20][21]

## Die Zerschlagung des Landesverlags ab 1996
Beginnend mit 1996 veräußerte die Landesverlag Holding schrittweise ihre Tochtergesellschaften:
Veritas Buchhandlung und Veritas Verlag wurden vom Cornelsen Verlag gekauft, der Ehrenwirt Verlag ging an Bastei Lübbe, die 18 Filialen der Buch- und Papierhandelskette Amadeus wurden zunächst von Libro und ab 2002 von Thalia übernommen. Das ehemalige Landesverlag-Hauptquartier in der Linzer Landstraße, in unmittelbarer Nähe zur Martin-Luther-Kirche wurde zur Österreich-Zentrale von Thalia. Das Niederösterreichische Pressehaus integrierte 1999 den Landesverlag Buchverlag einschließlich der Autorenrechte in seinen NP Buchverlag. Von den ursprünglich sieben Druckereien führt heute nur mehr der Standort Wels den Namen Landesverlag und gehört seit 2008 zur Moser Holding.
Für das Bilanzjahr 2003 wurde ein Umsatz von 60,7 Millionen Euro ausgewiesen, der Landesverlag war damit, trotz der bereits erfolgten Teilverkäufe, noch immer unter den Top 10 der österreichischen Medienhäuser. Das Flaggschiff war nach wie vor die Oberösterreichische Rundschau. Für 2006 hat der Landesverlag eine Auflage von 278.000 Exemplaren (Donnerstagsausgabe) beziehungsweise mehr als 500.000 Exemplaren (Sonntagsausgabe) angegeben.
Im Jahr 2006 stieg die Tiroler Moser Holding mit 25 % bei der Rundschau ein und übernahm diese 2008 vollständig, womit auch die Existenz des Landesverlags beendet war. Der neue Eigentümer übernahm auch die Sperrminorität des Landesverlags am oberösterreichischen privaten Radiosender Life Radio.
Viele Bücher des Landesverlags sind bis heute antiquarisch erhältlich, auch die Deutsche Nationalbibliothek führt unter dem Suchbegriff Oberösterreichischer Landesverlag  mehr als 200 Bücher aus verschiedenen Jahrzehnten in ihrem Bestand.